# Lossyniwka
Lossyniwka (ukrainisch Лосинівка; russisch Лосиновка Lossinowka) ist eine Siedlung städtischen Typs im Süden der ukrainischen Oblast Tschernihiw mit etwa 3300 Einwohnern (2025).

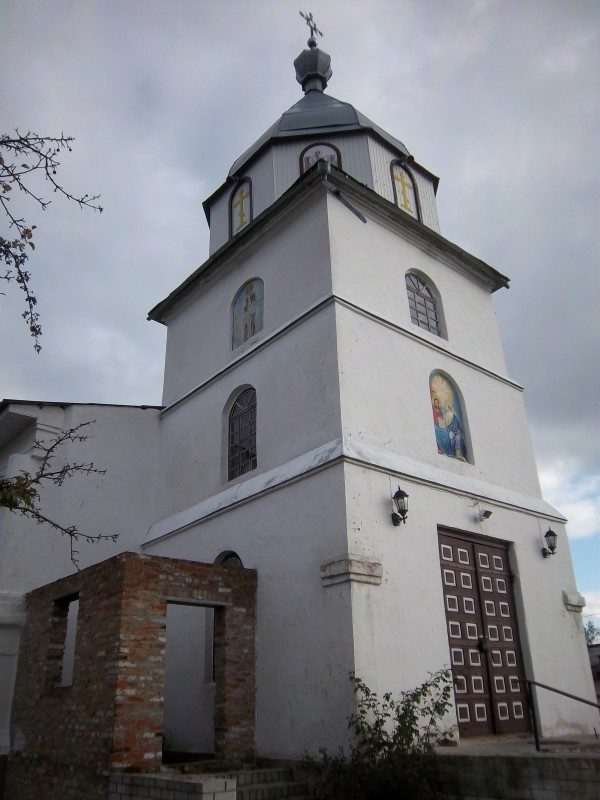
Kirche der Hl. Dreieinigkeit in Lossyniwka

Die Ortschaft wurde 1197 erstmals erwähnt und besitzt seit 1958 den Status einer Siedlung städtischen Typs. Lossyniwka liegt 114 km südöstlich vom Oblastzentrum Tschernihiw und 24 km südlich vom Rajonzentrum Korjukiwka.

## Verwaltungsgliederung
Am 18. Juli 2016 wurde die Siedlung zum Zentrum der neugegründeten Siedlungsgemeinde Lossyniwka (Лосинівська селищна громада/Lossyniwska selyschtschna hromada). Zu dieser zählten auch die 9 Dörfer Leonidiwka, Pohrebez, Sadowe, Salne, Step, Tereschkiwska, Schatura, Schnjakiwka und Wiktoriwka, bis dahin bildete sie zusammen mit dem Dorf Pohrebez die gleichnamige Siedlungsratsgemeinde Lossyniwka (Лосинівська селищна рада/Lossyniwska selyschtschna rada) im Süden des Rajons Nischyn.
Am 12. Juni 2020 kamen noch die 9 in der untenstehenden Tabelle aufgelisteten Dörfer sowie die Ansiedlungen Myrne und Switanok zum Gemeindegebiet.
Folgende Orte sind neben dem Hauptort Lossyniwka Teil der Gemeinde:
| Name                     | Name                | Name                                         |
| ukrainisch transkribiert | ukrainisch          | russisch                                     |
| ------------------------ | ------------------- | -------------------------------------------- |
| Bohdaniwka               | Богданівка          | Богдановка (Bogdanowka)                      |
| Danyna                   | Данина              | Данино (Danino)                              |
| Halyzja                  | Галиця              | Галица (Galiza)                              |
| Harmaschtschyna          | Гармащина           | Гармащина (Garmaschtschina)                  |
| Jachniwka                | Яхнівка             | Яхновка (Jachnowoka)                         |
| Kowtuniwka               | Ковтунівка          | Ковтуновка (Kowtunowka)                      |
| Leonidiwka               | Леонідівка          | Леонидовка (Leonidowka)                      |
| Myrne                    | Мирне               | Мирное (Mirnoje)                             |
| Peremoha                 | Перемога            | Перемога (Peremoga)                          |
| Pohrebez                 | Погребець           | Погребец (Pogrebez)                          |
| Sadowe                   | Садове              | Садовое (Sadowoje)                           |
| Salne                    | Сальне              | Сальное (Salnoje)                            |
| Schatura                 | Шатура              | Шатура                                       |
| Schnjakiwka              | Шняківка            | Шняковка (Schnjakowka)                       |
| Stanzija Lossyniwska     | Станція Лосинівська | Станция Лосиновская (Stanzija Lossinowskaja) |
| Step                     | Степ                | Степь                                        |
| Switanok                 | Світанок            | Свитанок                                     |
| Tereschkiwka             | Терешківка          | Терешковка (Tereschkowka)                    |
| Tschystyj Kolodjas       | Чистий Колодязь     | Чистый Колодязь (Tschisty Kolodjas)          |
| Wiktoriwka               | Вікторівка          | Викторовка (Wiktorowka)                      |